# Berkan Karpat
Berkan Karpat (* 9. Januar 1965 in Istanbul, Türkei) ist ein Münchener Performance- und Theaterkünstler sowie Lyriker und Essayist.

## Leben

### Privatleben
Berkan Karpat wurde am 9. Januar 1965 in Istanbul (Türkei) geboren und kam im selben Jahr mit seiner Familie nach Deutschland. Seither lebt er in München, wo er zunächst nach einer Ausbildung zum Speditionskaufmann ab 1983 eine kleine Spedition führte. Nach dem Abschluss des Abendgymnasiums in München begann Karpat 1993 ein Studium an der LMU München (Theaterwissenschaft, Philosophie und Psycholinguistik). 2000 brach er das Studium zugunsten seiner künstlerischen Tätigkeit ab. Heute ist er einer der bekanntesten zeitgenössischen Künstler in München, dessen Kunst internationale Anerkennung findet.

### Künstlerischer Werdegang
Berkan Karpats künstlerische Arbeit begann bereits Ende 1989 und konzentrierte sich zunächst auf Theaterarbeiten und Audioproduktionen. In den 1990er Jahren schrieb er selbst Theaterstücke, die erfolgreich an Münchner Theatern aufgeführt wurden, komponierte Filmmusiken für verschiedene Fernsehfilme und schrieb Hörspiele für den Rundfunk (z. B. das Monodrama-Hörspiel Papa Osman, das in Zusammenarbeit mit dem ORB und dem Deutschlandradio realisiert wurde. Sprecher: Tayfun Bademsoy). Dabei kooperierte er mit Künstlern wie Zoro Babel (Musik) oder Zafer Şenocak (Lyrik). Vor allem mit Şenocak begann ab 1998 eine fruchtbare Zusammenarbeit, die sich in Karpats erstem zeitlich und räumlich groß angelegtem Kunstprojekt „Die sieben Töchter des Atlas“ niederschlägt. Die für die Kunstprojekte in Zusammenarbeit mit dem Dichter Şenocak entstandenen Gedichte erschienen auch als unabhängige poetische Kunst in verschiedenen deutschen und (in englischer Übersetzung) amerikanischen Verlagen (Zuletzt gesammelt in: Berkan Karpat, Zafer Şenocak, futuristenepilog.poeme, Babel Verlag, 2008). Darüber hinaus schrieb Karpat auch Essays in der Literaturzeitschrift „Sirene“ (München).
Vom traditionellen Theaterraum beengt, drängte es Berkan Karpat in den öffentlichen Raum, wo er zunächst für verschiedene Orte in München seine Konzeptkunst entwickelte, welche die Topografie der Stadt und anthropologische Fragestellungen zu verbinden suchte. Sein Großprojekt „Die sieben Töchter des Atlas“, das er seit 1998 über sieben Jahre weiterentwickelte, wurde von Öffentlichkeit und Presse teils mit Unverständnis wahrgenommen, aber auch mit Zuspruch und Auszeichnungen bedacht, was sich nicht zuletzt in einer umfangreichen Förderung des Projektzyklus durch die Stadt München ausgedrückte. Durch die Größe seiner Projekte und die Wahl der Projektorte in München hatte der Künstler zeitweise mit der Ablehnung seiner Vorhaben durch die Behörden zu kämpfen. Insbesondere da seine Projekte oftmals Präzedenzfälle für die Kunst im öffentlichen Raum schufen, so erschloss er beispielsweise erstmals den Odeonsplatz und den Englischen Garten in München als Kunstort. Neben seinen szenischen Topografien spielt auch die bio-physische Grundlagenforschung am Menschen, die das Zusammenspiel von Kunst und Physis erforscht, eine Rolle in Karpats künstlerischer Auseinandersetzung. Hierfür gewann er 2003 das Deutsche Museum München als Kooperationspartner, auf dessen Freifläche bis 2006 sein bio-physisches Versuchslabor „thesenkreuz und rosenwind“ installiert war, das im Vorfeld der Großprojekte eine künstlerische Grundlagenforschung unternahm. Diese Arbeit führt er seit 2009 im "Institut zur künstlerischen Grundlagenforschung" in seinem Atelier in Icking fort. Für mehrere Projekte kooperierte er mit verschiedenen Instituten der TU München. Außerhalb Münchens verwirklichte Berkan Karpat Projekte im Rahmen internationaler Kunstfestivals (Reykjavík, Boston/USA, Düsseldorf), realisierte 2006 die künstlerische Präsentation der islamischen Sammlung unter dem Titel „Ich esse Licht“ im museum kunst palast in Düsseldorf und war der erste zeitgenössische Künstler, der in der Hagia Sophia in Istanbul im Rahmen von “Mit Liebe: 800 Jahre Mevlana und Mevlevi” ausstellte (Titel der Installation: „Landung auf Goldpapier“).

## Zum Kunstverständnis
Berkan Karpats konzeptionelle Kunst steht in der Tradition der international wirkenden Fluxus-Bewegung der 1960er und 70er Jahre, die von Künstlern wie George Maciunas, Nam June Paik oder Joseph Beuys verfolgt wurde. Die Enge des traditionellen Theaterraums, die Karpat zu Beginn seines künstlerischen Schaffens in Form traditionell dargebotener Theaterstücke noch nutzte, verlässt er zugunsten nicht nur einer offeneren Raumgestaltung, sondern auch zum Aufbrechen der Grenzen künstlerischer Genres. Zusammenführung von Theater, Installation und Klängen unter Einbeziehung von Poesie sowie die Aufhebung der Rezeptionsdistanz zwischen Zuschauern und Aufführung/Objekt machen Karpats künstlerische Projekte zu multimedialen wie multikorporalen Kunstereignissen, die sich nachhaltig in das Gedächtnis des Zuschauers oder Mitspielers einprägen und die wohl als eine Form postdramatischen Theaters verstanden werden können.
Vor allem die ausgewählten Orte, die Verknüpfung seiner Kunst mit der Stadt München bilden für Karpat einen wichtigen Ausgangspunkt seiner künstlerischen Denkart. „Szenische Topografien“ nennt er seine Projekte im öffentlichen Raum, mit denen er das Gedächtnis der Stadt, das sich z. B. in der Architektur der Stadt manifestiert, durch seine Aktionen verändern. Wie ein Ritus pflanzt Karpat so neue Erinnerungen in die Stadtgeschichte, die Ausgangspunkt und Materialisierung dieser Erinnerungen zugleich sind. Der Künstler vollzieht so im dreidimensionalen Raum der Stadt München das, was osmanische Kartografen im 12. Jahrhundert praktizierten und was Berkan Karpat an diesen alten orientalischen Karten so faszinierte: Damals wurde nicht nur die Topografie des Landes verzeichnet, sondern auch Mythen, Sagen und Volkserzählungen wurden in den kartografierten Landstrichen verortet. Diese Verbindung zwischen dem naturwissenschaftlich-technischen Vorgang des Kartografierens und der gleichzeitigen Manifestation mythologischer, zutiefst anthropologischer Auseinandersetzung mit dem Leben im zweidimensionalen Raum der Landkarte war Vorbild für Karpats künstlerische Arbeit. Im Katalogtext zum Symposium „Das erinnerte Haus“ im Essener Folkwang Museum heißt es über den Künstler: „Inspiriert von der Verbindung von Kartografie und Kalligrafie mittelalterlicher orientalischer Landkarten, versteht der im Grenzbereich von Theater und bildender Kunst agierende Künstler Berkan Karpat seine Arbeiten als ‚szenische Topografien‘, als poetische Überlagerung der kartografischen Skizzierung von Wirklichkeit und Fiktion.“
Ein weiterer zentraler Gedanke in Karpats Arbeit dreht sich um die Aufhebung der cartesianischen und für die abendländische Philosophie kennzeichnenden Aufteilung der Welt in res extensa und res cogitans. Oder wie Zafer Şenocak und Berkan Karpat in ihrem Manifest darlegen: „Die Überwindung des binären Denkens und der dialektischen Vernunft ist längst zu einer Überlebensfrage der Menschheit geworden. Was künstlich getrennt wurde, nämlich Ahnung und Wissen, wird auf der biophysischen Bühne zueinander gebracht nicht, um mehr zu verstehen, sondern um das Unverstandene (Unverständliche) in den Mittelpunkt des Erkenntnisses zu rücken.“ Die Verbindung von Kunst und Wissenschaft und die daraus abzuleitenden Erkenntnisse bilden für den Künstler die Grundlage der Suche nach einem neuen utopischen Menschen, dem sogenannten „Pedalmenschen“.
Einen wichtigen Stellenwert in vielen seiner Projekte nimmt der türkische Dichter Nâzım Hikmet ein. In der Öffentlichkeit meist als kommunistischer Dichter rezipiert und kritisiert, versucht Karpat zusammen mit Zafer Şenocak diese Lyrik von ihrer kommunistischen Einengung zu befreien, indem sie vor allem die poetischen Qualitäten betonen und indem sie Hikmets Verse als übersteigerten Ausdruck einer quasi-religiösen Auseinandersetzung mit einer Sozialutopie verstehen, die vor allem im Kontext von Hikmets Leben (Er wurde in der Türkei zu 28 Jahren Gefängnis verurteilt.) einen transzendenten Charakter gewinnt. Nâzım Hikmet „erscheint […] wie ein säkularer Derwisch, der gleich einem Mönch in seiner Zelle, in der Gefangenschaft in eine artifizielle Wirklichkeit eintritt, in der er sich sehnsüchtig einer anderen, den Realismus der Lebenswelt übersteigenden Welt zuwendet und dabei zu einem Weltempfinden gelangt, das mystisch ist.“ Berkan Karpats Projekte können in diesem Sinne als eine künstlerische Reminiszenz an den großen türkischen Dichter verstanden werden, weil Karpat ebenfalls Kunst schafft, die sich der Suche nach einer Utopie (dem Pedalmenschen) widmet und auf dieser Suche die Poesie Nâzım Hikmets fruchtbar macht.

## Werke

### Die sieben Töchter des Atlas
Erste Arbeit
Nâzım Hikmet: Auf dem Schiff zum Mars, 1998, ein Triptychon.
- Triptychon Teil I: „eine Blätter sind flink wie fische im meer“

- Triptychon Teil II: „Das Raumschiff, das sich zum Mars bewegt“, zweiteilig: 1. „Die Zeit des Schlafens“; 2. „Dialog der Herzen“

- Triptychon Teil III: „Heute Nacht trinke ich Sonne“

"Nâzım Hikmet: Auf dem Schiff zum Mars" ist eine dreiteilige Hommage an den großen Dichter und menschenliebenden Utopisten Nâzım Hikmet. 2003 griff Karpat das Thema nochmals auf und taktete die Träume von 40 Schläfern mit der Stimme des Dichters (Wehrsteg München, Titel: "Nâzım Hikmet: Auf dem Schiff zum Mars 2").
Zweite Arbeit
„Tanzende der Elektrik“, 1999, Odeonsplatz in München
Karpat ließ auf dem Odeonsplatz einen vier Stockwerke hohen, zwölfeckigen Turm aus Holz errichten. Tagsüber Klangskulptur, aus dem die Stimmen des russischen Kubofuturisten V. Clebnikov und des persischen Theologen Mevlana flüsterten. Abends Theaterraum.
Dritte Arbeit
„das robinson syndrom“, 2000 und 2001
- „das robinson syndrom 1“

- „das robinson syndrom 2“, 2001, Kleinhesseloher See im Englischen Garten, München

Robinsonsyndrom 1 und 2 nimmt die Hybris des Menschen, sich die Natur Untertan machen zu wollen, ins Visier. Alle drei Robinsonaden erzählen von dieser Unterwerfung und auch der Englische Garten ist Zeugnis eines solchen Prozesses. Architekt: Ludwig von Sckell.
Vierte Arbeit
„atatürk-kaffeemaschinen“, Performative Präsentation, 2001, Kulturreferat München
Die Arbeit behandelt den türkischen Staatsgründer als Utopisten auf der Suche nach dem Neuen Menschen und spielt in seinen Elementen auf die zahlreichen Mythen an, die Atatürk begleiten, so wird ihm nachgesagt 40 Tassen Mokka am Tag und mehrere Flaschen Raki getrunken zu haben. Das Projekt selbst ist nicht realisiert worden.
Fünfte Arbeit
„Suchmaschinen im lichten Meer“, Oktober 2001, Pariser Platz in München, Taxis.
Ein beleuchteter fünf Meter hoher Turm mit einem Durchmesser von einem Meter bildete auf dem Pariser Platz in München das Zentrum einer Installation, die einer stillgelegten Himmelsmechanik glich.
Sechste Arbeit
„Kollaps der Kassandramaschine: Ich breche Fleisch zu neuen Welten“. September/Oktober 2005, München. Ein zweiteiliges Projekt.
- 1. „Hiobs Klage“, September 2005, vor dem Justizpalast in München.

- 2. „Der Fall Jack the Ripper“, Oktober 2005, Unterführung zwischen Prinz-Carl-Palais und Haus der Kunst, München.

„Karpats Idee ist der Umschlag der warnenden Funktion Kassandras: Jack glaubt, aus einer katastrophalen Zukunft zu kommen und tötet deshalb die Föten [Zuschauer] in den Hurenleibern [Röhren], um dabei seinen eigenen zu erwischen, damit er nicht geboren wird. Das ist eine Gemengelage aus Hiob, Terminator und der abstrakten Schönheit des Mords.“
Siebte Arbeit
„Mariens Woyzeck Ghaselen“, Oktober 2006, Marienklause und Isarbrücke (Großhesseloher Brücke).

### thesenkreuz und rosenwind
2002 begann Karpat mit der Einrichtung des transdisziplinären Labors „thesenkreuz und rosenwind“ eine mehrjährige Kooperation mit dem Deutschen Museum in München. Auf dem Außengelände realisierte er in den kommenden Jahren mehrere Projekte, die als eine Art künstlerischer Grundlagenforschung zum Projekt „Die sieben Töchter des Atlas“ betrachtet werden können. Das Deutsche Museum München war mit seinen Inhalten Reibungsfläche für Karpats Vision vom neuen Menschen, die sich gegen die Fixierung auf technischen Fortschritt wendet und die Aufhebung der Dialektik von Physis und Metaphysis anstrebt. Das Museum als Repräsentant der Wissenschaft und Karpats Kunst als metaphysischer Gegenstand gingen auf dem Gelände des Museums eine Symbiose ein, die sich damit als nicht-technischer Fortschritt ins Gedächtnis des Museums und der technischen Fortschrittsgeschichte eingeschrieben hat.
Projekte:
- „Erste poetische Versuchsanordnung: die Erzeugung einer kollektiven REM-Phase“

- „Nâzım Hikmet: Auf dem Schiff zum Mars“, Wehrsteg in München 2002

- „Thesenkreuz und Rosenwind“, biophysisches Versuchslabor, September 2003.

- „Erste supramentale Schau - poetischer Versuch zur Katharsis“, Mai 2004

### Ich esse Licht
„Ich esse Licht“, 2006/2007, Installation zur islamischen Sammlung des Museum Kunstpalast in Düsseldorf.
Karpat stellte eine multimediale Präsentation von orientalischen Kunstgegenständen aus dem 14. bis 19. Jahrhundert zusammen. Der Betrachter dieser Präsentation bekam winzige Lautsprecher, die er in den Mund nehmen konnte und aus denen er die Schwingungen persischer Dichtungen hören beziehungsweise spüren konnte. Dazu konnte der Zuschauer durch Koranversschallwellen gereinigtes Wasser trinken oder durch Koranverse in Schwingungen versetzte Kugeln berühren. Ein Roboterarm gravierte die 14. Koransure in eine Plexiglasscheibe. Zuletzt wurden rezitativ Texte aus dem „Rosengarten“ von dem im 13. Jahrhundert lebenden Dichter Saadi mit moderner Lyrik des Literaten Zafer Şenocak kontrastiert.

### Landung auf Goldpapier
Landung auf Goldpapier ist ein dreiteiliges Projekt, das Karpat von 2007 bis 2008 realisierte und mit dem er die Städte Istanbul und München verband.
- Teil I: Istanbul, Hagia Sophia

- Teil II: Salvatorkirche (griechisch-orthodox) in München.

- Teil III: „Meine Lippen leuchten schon und sprechen Fernes“, Städtisches Gewächshaus München.

### Weitere Arbeiten
- 1989 – Wanderausstellung „das raumschiff, das sich zum mars bewegt“, München
- 1993 – Hörspiel „Papa Osman“ (ORB und Deutschland Radio Berlin)
- 1995 – Theaterstück „Verklumpte Nächte“, Theater-Lokomotive München
- 1997 – Theaterstück „Papa O.“, Neues Theater München, Prinzregententheater München
- 2000 – „Best boy elektric“, Performance zusammen mit Andreas Ohrenschall, Lange Nacht der Museen, München
- 2001 – Erstes öffentliches Casting, i-camp, München
- 2001 – Theaterarbeit „Antigone“ von Sophokles. Gostner Hoftheater, Nürnberg. Ein Theaterworkshop mit Jugendlichen.
- 2003 – Einladung zum Cyber-arts-Festival in Boston, USA (Projekt: Nâzım Hikmet: Auf dem Schiff zum Mars. Goethe-Institut, Boston)
- 2004 – „Drachenzähler“ eine Lindwurm-Performance in München in Zusammenarbeit mit anderen Künstlern (Hofmann, Kolb, Ohrenschall) in Zusammenhang mit der BUGA München, Orte: Au, Zentrum, Haidhausen. Dazu Ausstellung, Sendlinger Tor, Pumpenhaus und Gasteig, Foyer
- 2005 – Radiostation am Siegestor, München. Das Projekt wurde von den Behörden abgelehnt und wurde daher nicht realisiert.
- 2006 – Klanginstallation „Anfang/Endenich“, Schumann Festival, Düsseldorf
- 2006 – Klanginstallation „Jobs tears“, Festival Sequences, Reykjavík, Island
- 2007 – Klanginstallation „Die Träne des Mitras“, Avantgarde-Festival, München

## Förderungen
- 1998 – Förderstipendium der Stadt München
- 1999 – Förderstipendium der Stadt München
- 2000 – Förderstipendium der Stadt München
- 2001 – Förderstipendium der Stadt München, Optionsförderung über drei Jahre
- 2004 – Förderstipendium der Stadt München, Optionsförderung über drei Jahre

## Publikationen

### Textpublikationen
- Mit Zafer Şenocak: Nâzım Hikmet: auf dem Schiff zum Mars. Babel, München 1998.
- Mit Dunja Bialas: Nâzım Hikmet – ein säkularer Derwisch. In: Literaturzeitschrift Sirene. 1998.
- Mit Zafer Şenocak: tanzende der elektrik. Gleisbau, München, Berlin, Cambridge/USA 1999.
- Mit Zafer Şenocak: tanzende der elektrik. In: Literaturzeitschrift Sirene. 1999.
- Südwind bring mir mein mädel zurück – komödie für freibeuter. In: Literaturzeitschrift Sirene. 1999.
- Mit ZaferŞenocak: wie den vater nicht töten – ein sprechlabyrinth. In: Jamal Tuschick (Hrsg.): Morgenland. S. Fischer, Frankfurt a. M. 2000.
- Mit Zafer Şenocak: futuristenepilog – poeme. Babel, München 2008.
- Mit Zafer Şenocak: landstimmung – neue gedichte. Babel, München 2008.

### Audiopublikation
- Filmmusik zum Fernsehfilm „Meine Reise in den Iran“, 1993.
- Filmmusik zu „Ananas“ von Aysin Eralp, 1994.
- Mit Quedenau: Nâzım Hikmet: im garten der flüster-pupillen. Babel, München 1998.
- Nâzım Hikmet: merihe giden kosmosgemisi. Subrose, Belgien. 2000.

## Theaterwerke
- das robinsonsyndrom1, (Uraufführung 2000);
- das robinsonsyndrom2, (Uraufführung 2001);
- suchmaschinen im lichtleeren meer (Uraufführung 2002);
- nazim hikmet:auf dem schiff zum mars - traumsynchronisierung (künstlerische Grundlagenforschung seit 2002);
- Entwicklung des kosmischen Synthesizers (2003 im Deutschen Museum);
- Veränderung von Blut- und Hormonwerten durch mechanische Schwingungen von Radiowellen aufgefangen durch das Radioteleskop Würzburger Riese (2003–2004 im Deutschen Museum);
- ich breche fleisch zu neuen welten, (Uraufführung 2005);
- mariens-woyzeck-ghaselen, (Uraufführung 2006);
- ich esse licht, (museum-kunstpalast Düsseldorf, 2006/2007)